# Centro di sterminio di Brandeburgo

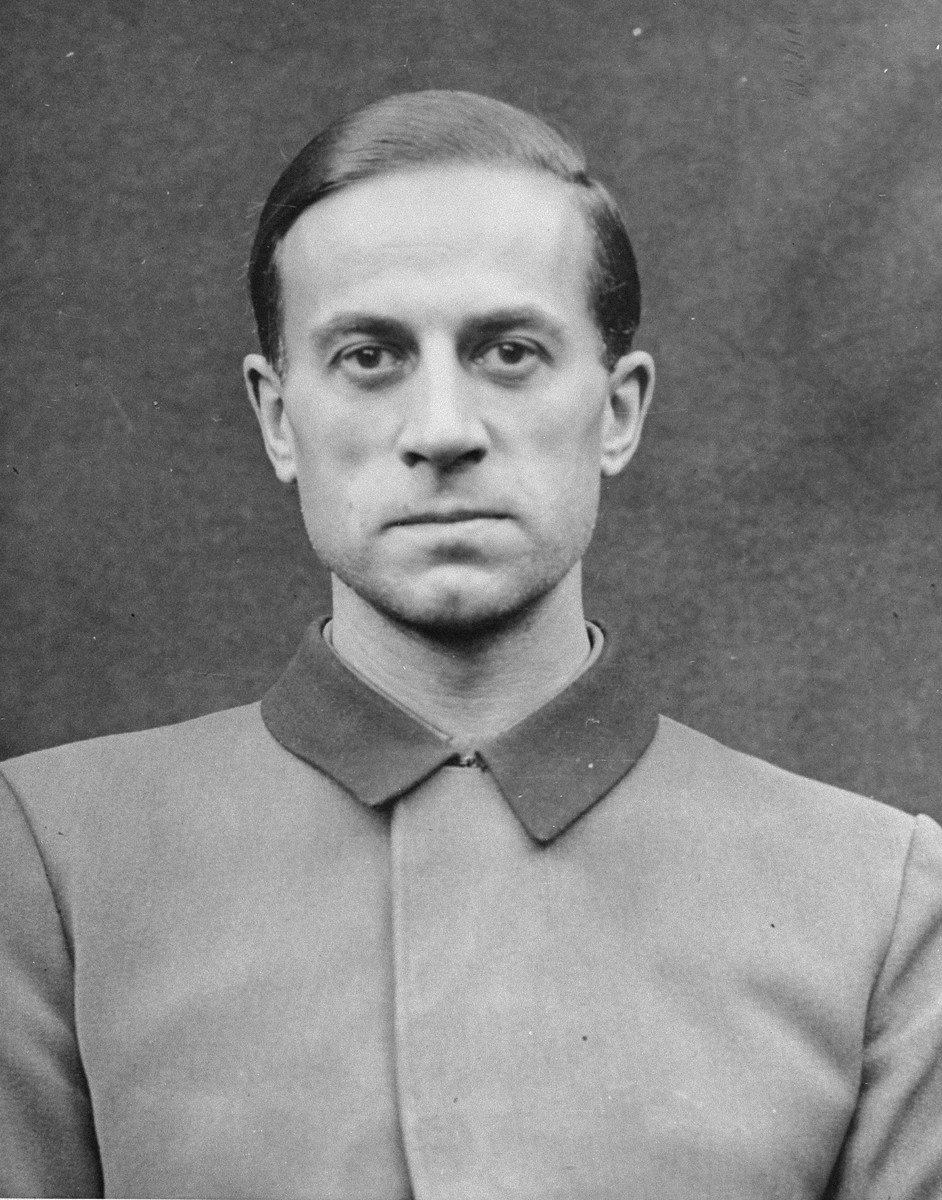
Karl Brandt, medico personale di Hitler e organizzatore di Action T4

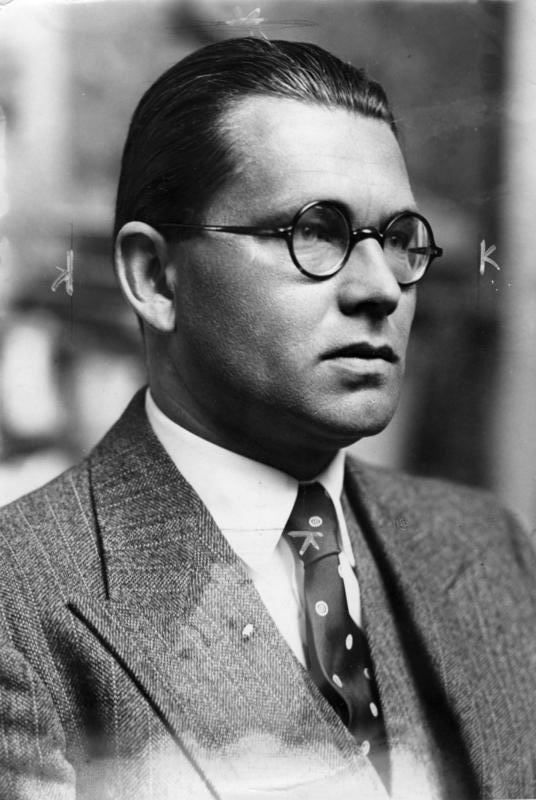
Philipp Bouhler, responsabile del programma T4

Il centro di sterminio di Brandenburg (in tedesco: NS-Tötungsanstalt Brandenburg), è stato istituito nel 1939 e ha operato durante il nazismo come centro di sterminio facente parte del programma nazista di eutanasia, successivamente denominata nel dopoguerra Aktion T4.

## Panoramica
Il centro di eutanasia si trovava a Brandenburg an der Havel nella vecchia prigione in Neuendorfer Straße 90c. Il campo di concentramento di Brandeburgo fu ospitato in questi edifici dall'agosto 1933 al febbraio 1934, uno dei primi in Germania, si trovava nel centro storico di Brandeburgo. Dopo aver chiuso questo campo di concentramento nel centro della città, i nazisti usarono la prigione di Brandeburgo-Görden, situata a Görden, un sobborgo del Brandeburgo. In seguito la vecchia prigione divenne il centro di eutanasia di Brandeburgo dove i nazisti uccisero diverse persone con problemi mentali, compresi i bambini. Questa operazione fu denominata Aktion T4, in assonanza all'indirizzo di Berlino, Tiergartenstraße 4, la sede di questa organizzazione per le uccisioni tramite "eutanasia" pianificata e ben organizzata.
Brandenburg an der Havel è stato uno dei primi luoghi del Terzo Reich in cui i nazisti sperimentarono l'uccisione delle vittime con il gas. Questo metodo prefigurava le uccisioni di massa ad Auschwitz e negli altri campi di sterminio. Dopo le lamentele degli abitanti locali per il fumo emesso, i forni mobili utilizzati per bruciare i cadaveri hanno cessato di funzionare. Poco dopo, i nazisti chiusero la vecchia prigione.

## Numeri delle vittime
Secondo una tabella compilata nel 1942 e scoperta nel 1945, la cosiddetta Hartheim Statistics, nel 1940 furono uccise in totale 9.772 persone nella camera a gas presso il Brandenburg Eutanasia Center.
| 1940 | Feb | Mar | Apr | Mag | Giu   | Lug   | Ago   | Set   | Ott   | Totale |
| ---- | --- | --- | --- | --- | ----- | ----- | ----- | ----- | ----- | ------ |
|      | 105 | 495 | 477 | 974 | 1 431 | 1 529 | 1 419 | 1 382 | 1 177 | 9 972  |

Queste statistiche coprono solo la prima fase di uccisione, nell'ambito dell'Aktion T4, che fu interrotta da un ordine di Hitler del 24 agosto 1941.